# Rainer Zobel
Rainer Zobel (Wrestedt, 03 de novembro de 1948) é um ex-futebolista e treinador alemão, atualmente está sem clube

## Carreira
Jogou no Bayern de Munique na década de 1970.

## Carreira de treinador
Em 2005, Zobel foi treinador do Persepolis FC na Premier Liga de Futebol do Irã .Ele foi nomeado como treinador do Moroka Swallows, uma equipe sul-Africano de Joanesburgo e assinou em 17 de Julho de 2009, um contrato de um ano.

## Títulos

### Bayern de Munique
- UEFA Champions League: 1974, 1975, 1976.
- Copa Intercontinental: 1976.
- Bundesliga: 1972, 1973, 1974.
- DFB Pokal: 1971.